# Andinagrion peterseni
Andinagrion peterseni – gatunek ważki z rodziny łątkowatych (Coenagrionidae). Występuje na terenie Ameryki Południowej.